# 一心向前
《一心向前》是中國偶像組合SNH48的首張專輯，於2014年5月10日開始預售精裝版，同年5月16日標準版上架銷售。本專輯除了收錄過去發行的單曲之外，也包括了公演的歌曲，並附贈SNH48第一屆總選舉的投票券。

## 簡介
專輯分為標準版、精裝版、標準應援版、全員應援版四種版本，皆收錄同樣的十首歌，其中三首為全新歌曲。
標準版附贈一張主題生寫、一張握手券及一張SNH48第一屆總選舉的投票券（一次投票機會），精裝版則附有三張主題生寫、兩張握手券、一張總選舉投票券（三次投票機會）、一本成員生活寫真集與《一心向前》紀念吊牌。另外，標準應援版附贈的投票券有八次投票機會、全員應援版的投票券則有48次投票機會。
此外，專輯收錄的《飛翔入手》、《激流之戰》、《馬尾與髮圈》三首歌曲重新填寫中文歌詞，內容和過去不同。

## 收錄曲目
| CD       | CD                                                 | CD            | CD                     | CD       | CD                                        | CD    |
| 曲序     | 曲目                                               | 作曲          | 编曲                   | 演唱者   | 备注                                      | 时长  |
| -------- | -------------------------------------------------- | ------------- | ---------------------- | -------- | ----------------------------------------- | ----- |
| 1.       | 一心向前（原曲：《勇往直前》（前しか向かねえ））                 | 古城康行      | 板垣祐介               | Team NII | 原词：秋元康 原唱：AKB48                  | 4:23  |
| 2.       | 遥远的彼岸（原曲：《So long!》）                   | 久次米真吾    | 野中MASA雄一           | Team SII | 原词：秋元康 原唱：AKB48                  | 6:05  |
| 3.       | 樱花书签（原曲：《櫻花印記》（桜の栞））                 | 上杉洋史      | 光田健一               | Team SII | 原词：秋元康 原唱：AKB48                  | 4:02  |
| 4.       | 生命之风（原曲：《風正在吹》（風は吹いている））                 | 河原岭旭      | 河原岭旭、野中MASA雄一 | Team SII | 原词：秋元康 原唱：AKB48                  | 3:44  |
| 5.       | 剧场女神（原曲：《劇場的女神》（シアターの女神））               | 佐佐仓有吾    | 市川裕一               | Team SII | 原词：秋元康 原唱：AKB48                  | 4:10  |
| 6.       | 无尽旋转（原曲：《無限重播》（ヘビーローテーション））                 | 山崎耀        | Tanaka Yuki            | Team NII | 作词：顾瑞、苟庆 原词：秋元康 原唱：AKB48 | 4:46  |
| 7.       | 开拓者（原曲：《Beginner》）                       | 井上义正      | 井上义正               | Team SII | 作词：张畅 原词：秋元康 原唱：AKB48       | 4:02  |
| 8.       | 飞翔入手（重新填词版，原曲：《飛翔入手》（フライングゲット））     | Sumida Shinya | 生田真心               | Team NII | 原词：秋元康 原唱：AKB48                  | 4:18  |
| 9.       | 激流之战（重新填词版，原曲：《RIVER》）            | 井上义正      | 井上义正               | Team NII | 作词：顾瑞、苟庆 原词：秋元康 原唱：AKB48 | 4:48  |
| 10.      | 马尾与发圈（重新填词版，原曲：《馬尾與髮圈》（ポニーテールとシュシュ）） | 多田慎也      | 生田真心               | Team NII | 原词：秋元康 原唱：AKB48                  | 4:33  |
| 总时长： | 总时长：                                           | 总时长：      | 总时长：               | 总时长： | 总时长：                                  | 44:51 |

## 選拔成員

### 一心向前
（Center：萬麗娜）
Team NII：陳佳瑩、董艷芸、馮薪朵、龔詩淇、黃婷婷、何曉玉、鞠婧禕、羅蘭、林思意、陸婷、李藝彤、孟玥、唐安琪、萬麗娜、徐言雨、易嘉愛、趙粵、曾艷芬

### 遙遠的彼岸
（Center：陈观慧）
Team SII：陳觀慧、陳思、戴萌、蔣芸、孔肖吟、李宇琪、莫寒、錢蓓婷、邱欣怡、孫芮、沈之琳、溫晶婕、吳哲晗、徐晨辰、許佳琪、徐子軒、袁雨楨、趙嘉敏、張語格

### 櫻花書籤
（Center：陈观慧、莫寒）
Team SII：陳觀慧、陳思、戴萌、宮澤佐江、蔣芸、孔肖吟、鈴木瑪莉亞、李宇琪、莫寒、錢蓓婷、邱欣怡、孫芮、沈之琳、溫晶婕、吳哲晗、徐晨辰、許佳琪、徐子軒、袁雨楨、趙嘉敏、張語格

### 生命之風
（Center：莫寒、張語格）
Team SII：陳觀慧、陳思、戴萌、蔣芸、孔肖吟、李宇琪、莫寒、錢蓓婷、邱欣怡、孫芮、溫晶婕、吳哲晗、徐晨辰、許佳琪、趙嘉敏、張語格

### 劇場女神
Team SII：陳觀慧、陳思、戴萌、宮澤佐江、蔣芸、孔肖吟、鈴木瑪莉亞、李宇琪、莫寒、錢蓓婷、邱欣怡、孫芮、沈之琳、溫晶婕、呉哲晗、徐晨辰、許佳琪、徐子軒、袁雨楨、趙嘉敏、張語格

### 無盡旋轉
（Center：万丽娜）
Team NII：陳嘉瑤、陳佳瑩、董艷芸、馮薪朵、龔詩淇、黃婷婷、何曉玉、鞠婧禕、羅蘭、林思意、陸婷、李藝彤、孟玥、唐安琪、萬麗娜、徐言雨、易嘉愛、趙粵、曾艷芬

### 開拓者
（Center：李宇琪）
Team SII：陳觀慧、陳思、戴萌、蔣芸、孔肖吟、李宇琪、莫寒、錢蓓婷、邱欣怡、孫芮、溫晶婕、吳哲晗、徐晨辰、許佳琪、趙嘉敏、張語格

### 飛翔入手
（Center：万丽娜）
Team NII：陳佳瑩、董艷芸、馮薪朵、龔詩淇、黃婷婷、何曉玉、鞠婧禕、羅蘭、林思意、陸婷、李藝彤、孟玥、唐安琪、萬麗娜、徐言雨、易嘉愛、趙粵、曾艷芬

### 激流之戰
（Center：鞠婧禕、萬麗娜）
Team NII：陳嘉瑤、陳佳瑩、董艷芸、馮薪朵、龔詩淇、黃婷婷、何曉玉、鞠婧禕、羅蘭、林思意、陸婷、李藝彤、孟玥、唐安琪、萬麗娜、徐言雨、易嘉愛、趙粵、曾艷芬

### 馬尾與髮圈
（Center：萬麗娜、趙粵）
Team NII：陳嘉瑤、陳佳瑩、董艷芸、馮薪朵、龔詩淇、黃婷婷、何曉玉、鞠婧禕、羅蘭、林思意、陸婷、李藝彤、孟玥、唐安琪、萬麗娜、徐言雨、易嘉愛、趙粵、曾艷芬

## 外部連結
- 標準版與精裝版 （页面存档备份，存于）
- 標準應援版與全員應援版 （页面存档备份，存于）